# Панагино
Панагино — посёлок в Куйтунском районе Иркутской области России. Административный центр Панагинского муниципального образования.

## География
Находится примерно в 153 км к западу от районного центра.

## Население
| 2002 | 2010 | 2011 | 2012 | 2013 | 2014 | 2015 |
| ---- | ---- | ---- | ---- | ---- | ---- | ---- |
| 535  | ↘292 | ↘290 | ↘279 | ↘268 | ↘259 | ↗262 |
| 2016 | 2017 |      |      |      |      |      |
| ↘255 | ↘248 |      |      |      |      |      |

По данным Всероссийской переписи, в 2010 году в посёлке проживали 292 человека (159 мужчин и 133 женщины).